# St. Hedwig (Wuppertal)

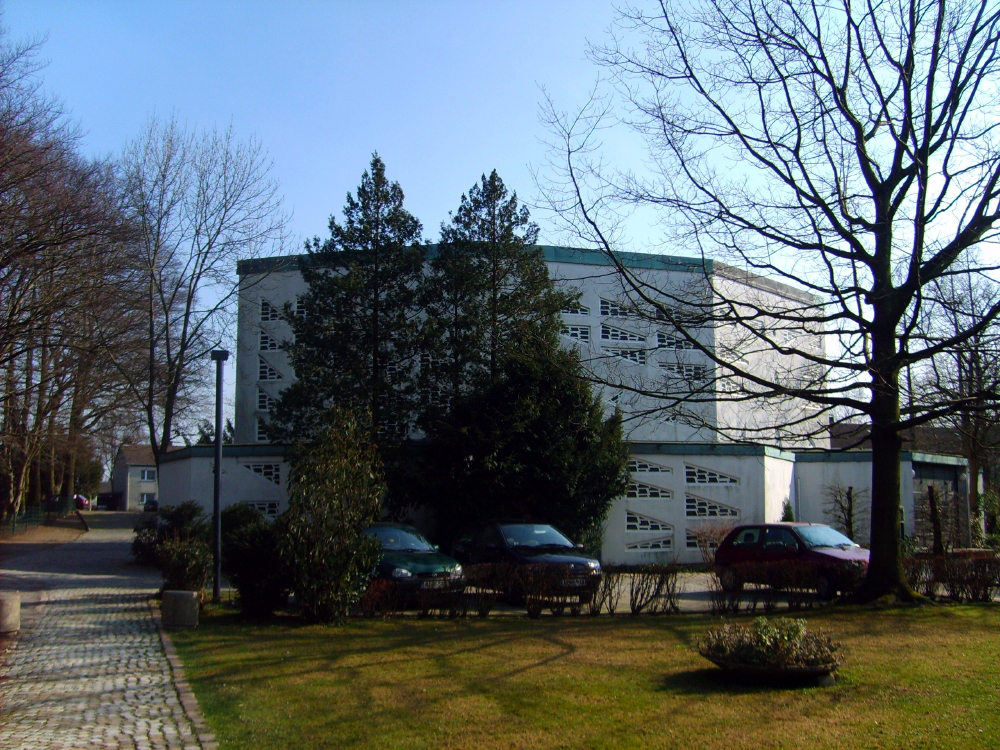
Sankt Hedwig

St. Hedwig ist eine römisch-katholische Kirche im Norden des Wuppertaler Stadtteils Cronenberg und zusammen mit den Kirchen Heilige Ewalde, St. Christophorus in Lichtenplatz und St. Joseph in Ronsdorf Teil des Pfarrverbandes Wuppertaler Südhöhen.

## Geschichte
Die Geschichte der Gemeinde St. Hedwig geht auf die Pfarrgemeinde St. Suitbertus im Elberfelder Süden zurück, welche sich bei der Erhebung zur eigenständigen Pfarrei 1902 dazu verpflichtete, für die Katholiken im äußersten Süden der Pfarrei eine eigene Kapelle einzurichten. Doch erst 1927 wurde ein entsprechendes Grundstück im Elberfelder Süden gekauft, welches allerdings aufgrund der Weltwirtschaftskrise und den anschließenden Kriegsjahren nicht mehr bebaut werden konnte und brach lag. Erst in den 1950er Jahren wurden die Pläne zum Bau einer Kirche im Norden Cronenbergs wieder handfester, und am 28. April 1952 gründete sich im heutigen Café Schwarz ein Kirchenbauverein für Küllenhahn. Seit Januar 1954 feierte man eigene Messfeiern in der Aula der Gemeinschaftsschule am Hahnerberg (Heutige Gelbe Schule Cronenberger Straße). Mit Hilfe der Gemeinde St. Joseph in Cronenberg (Heute Heilige Ewalde) konnte 1956 endlich der Auftrag zur Planung einer neuen Filialkirche erteilt werden. Dem niederländischen Kreuzherrenorden, welcher 1957 die Mutterpfarrei St. Suitbertus übernommen hatte, wurde die Leitung des Bauvorhabens übergeben, die Grundsteinlegung konnte am 30. November 1958 gefeiert werden. Die Konsekration wurde am 13. September 1959 durch Josef Kardinal Frings vorgenommen und die Kirche dem Patronat der Heiligen Hedwig von Andechs unterstellt. Noch während des Baus, am 6. August 1959, erhielt die Gemeinde den Bescheid zur Erhebung zur selbstständigen Rektoratskirche, gebildet aus Teilen der Gemeinden St. Josef in Cronenberg, St. Suitbertus in Elberfeld und St. Remigius in Sonnborn.

## Baubeschreibung
Die Kirche ist ein rundlicher, mit dem Chor nach Osten ausgerichteter Bau, welcher sich zu einem großen Teil der Nachkriegsmoderne zuordnen lässt. Er besteht im Hauptteil aus einem dreißig Meter breiten sechsteiligen halben Zwölfeck, welches an der Westseite auf die Kreisrunde Apsis in einem stumpfen Winkel zuläuft. Den dadurch entstehenden fünf Flächen sind an der Ostseite fünf halbe Achtecke vorgesetzt, welche vom Hauptbau überragt werden. Der Eingang befindet sich an der Ostseite, wo er in das von den Achtecken gebildete Atrium übergeht. Das Atrium selbst beherbergt den Taufstein und eine 1976 von Heinz Gernot geschaffene Holzfigur der Heiligen Hedwig, dargestellt als brotverteilende Fürstin. Im Nordteil des Vorbaus befindet sich seit 1975 eine Marienkapelle. Das Gebäude ist von außen vollständig weiß verputzt, die Gebäudeelemente werden von einer grünen Außenleiste auf Höhe des Flachdaches bekrönt.
Die Glocken der Kirche befinden sich in einem zwei Meter hohen Häuschen, welches in der Gemeinde auch Campanile genannt wird. Dieser ersetzt ein aus statischen Gründen 1993 abgerissenes hölzernes Glockentürmchen an der Südseite der Kirche. Die Glocken waren eine Spende der Eltern des ersten Primizianten von St. Hedwig und wurden 1964 von Petit & Gebr. Edelbrock aus Gescher gegossen. Als eine Besonderheit läuten sie seit Unterzeichnung der Charta oecumenica mit der Evangelischen Johanneskirche an hohen Feiertagen wie Weihnachten und Ostern zusammen mit den Glocken der 300 Meter entfernten Johanneskirche am anderen Ende des Von-der-Heydt-Parks.
Im Innenraum dominiert das Licht der wenigen, dreieckigen Kirchenfenster aus Glasbausteinen, welche in ihrer Anordnung die Flügel eines Vogels symbolisieren sollen. Der Kirchenraum senkt sich in Richtung des Altars nach unten ab, wodurch die rundlichen Kirchenbänke den Eindruck eines Theaters erwecken. Die Kirche bietet in ihrem Innenraum insgesamt 340 Personen Platz. Die flache Decke ist mit hellem Holz ausgekleidet, welches spiralförmig vom Altar aus in Richtung der Wände verlegt ist. Im Altar selbst sind mehrere Religuien der Heiligen Hedwig eingelassen. Der Tabernakel der Kirche wurde 1961 von Egino Weinert angefertigt, welcher auch das Kreuz im Chor schuf, und präsentiert sich dem Betrachter mit blauer Emaille verziert, gegliedert von vierundzwanzig goldenen Menschenfiguren. Ebenfalls von Egino Weinert stammt der 1982 aufgestellte Kreuzweg in Bronze, welcher sich an der großen Nordwand befindet.

### Orgel
Die Orgel der Kirche befindet sich an der Südostwand der Kirche und wurde 1972 von Walcker in Ludwigsburg erbaut. Sie ersetzte ein 1959 von Walcker für die Kirche angefertigtes Positiv mit vier Registern, dessen Pfeifenmaterial in die neue Orgel übernommen wurde. Sie verfügt über achtzehn Register auf zwei Manualen. Die Spieltrakturen sind mechanisch, die Registertrakturen elektrisch.
Eingeweiht wurde das Instrument im Konzert am 25. August 1973.
| I Hauptwerk C–g3 |     |
| Prinzipal        | 8′  |
| Rohrflöte        | 8′  |
| Octav            | 4′  |
| Spitzflöte       | 4′  |
| Superoctav       | 2′  |
| Sesquialter II   |     |
| Mixtur IV-VI     | 1⅓′ |

| II Oberwerk C–g3 |     |
| Holzgedackt      | 8′  |
| Venezianerflöte  | 4′  |
| Blockflöte       | 2′  |
| Quintlein        | 1⅓′ |
| Scharf IV        |     |
| Cromorne         | 8′  |
| Tremulant        |     |

| Pedal C–f1 |         |
| Subbaß     | 16′     |
| Offenbaß   | 8′      |
| Piffaro    | 4′ + 2′ |
| Fagott     | 16′     |

- Koppeln: I/II, I/P, II/P